# Bernard le Pénitent
Bernard le Pénitent, dit aussi Bernard de Sithiu, est un moine bénédictin et grand voyageur du XIIe siècle, né dans le diocèse de Maguelone, mort le 19 avril 1182 à l'abbaye Saint-Bertin (Saint-Omer). Il a été déclaré bienheureux catholique, et il est célébré le 19 avril.

## Biographie
Sa Vie a été écrite peu après sa mort, par un moine de l'abbaye Saint-Bertin nommé Jean de Sithiu, sur l'ordre de l'abbé Simon († 1186),. Ce Jean n'est sans doute autre que le successeur immédiat de Simon, l'abbé Jean d'Ypres († 1230). L'ouvrage est en deux livres, dont le premier est la biographie elle-même, et le second le récit de cent vingt-cinq miracles que la sainteté du personnage occasionna.
Né dans le diocèse de Maguelone, il commit des « crimes horribles »,, dont son biographe ignorait la nature exacte, sinon qu'il aurait pris part à une révolte qui aboutit à la mort d'un seigneur. L'évêque lui imposa en 1170 une rude pénitence, :
« Jean, par la grâce de Dieu, évêque de Maguelone, à tous les pasteurs et fidèles de l'Église catholique, salut éternel dans le Seigneur. Que vous tous sachiez qu'en expiation des crimes horribles dont il s'est rendu coupable, nous avons imposé à Bernard, le porteur de la présente lettre, la pénitence suivante : qu'il voyage nu-pieds pendant sept ans ; qu'il ne revête plus de chemise pour le reste de sa vie ; que les quarante jours précédant la naissance du Sauveur soient pour lui comme le jeûne du Carême ; qu'il s'abstienne de viande et de gras le mercredi, et de tout aliment sauf de pain et d'un peu de vin le vendredi ; que les vendredis du Carême et des Quatre-Temps il ne boive que de l'eau, et que tous les samedis qui ne sont pas fériés il ne prenne ni viande ni gras, sauf maladie. Nous vous demandons, au nom de la charité en Jésus-Christ, pour la rédemption de vos âmes et dans un esprit de compassion, de donner à ce pauvre pénitent la nourriture et le vêtement nécessaires, et d'alléger sa pénitence autant que la raison le prescrit. Donné à Maguelone l'an 1170 de l'Incarnation de Notre-Seigneur, au mois d'octobre. Valide pour sept ans seulement. »
Ensuite, en habit de pénitent, nu-pieds, chargé de chaînes, Bernard parcourut plusieurs pèlerinages de la Chrétienté (Saint-Jacques-de-Compostelle, Rome, Jérusalem où il alla paraît-il trois fois). Un point qui retient l'attention des historiens modernes est que son biographe prétend qu'il serait allé jusqu'en Inde sur le tombeau de saint Thomas (« Indiam quoque et quæ ibi sanctus Thomas apostolus fecit miracula vidit ») ; on ignore quel crédit il faut y apporter.
Un jour qu'il arrivait à Saint-Omer, il eut la révélation que son long pèlerinage devait prendre fin. Un pieux habitant de cette ville lui laissa la disposition d'une maisonnette attenante à l'abbaye Saint-Bertin, et les moines lui accordèrent un accès permanent à leur église. Il était toujours le premier aux offices nocturnes, et restait debout, les jambes et les pieds nus sur les dalles de pierre, quelle que fût la saison. Il aimait se rendre utile en s'occupant des pauvres et en faisant le ménage dans les églises. Il devint un personnage familier et populaire de Saint-Omer, et à toutes les salutations répondait par la formule « Que Dieu nous accorde à tous une bonne fin ». Il en vint finalement à demander à revêtir l'habit de bénédictin, et les moines de Saint-Bertin l'accueillirent volontiers,,, le considérant comme un saint homme. À la fin de sa vie il reçut le don de prophétie, et des miracles commencèrent à lui être attribués : entre autres, il aurait éteint un incendie d'un signe de croix. 
Bernard le pénitent décède en 1182 dans le monastère de Saint-Bertin à Saint-Omer,.
À sa mort, il y eut une telle foule à ses funérailles que les moines eurent le plus grand mal à procéder à la célébration : chacun voulait un morceau de son vêtement ou un objet dont il s'était servi. Le biographe affirme avoir assisté à des guérisons miraculeuses sur sa tombe, et ne pouvoir tout raconter tant il y en avait.
Sa mémoire est célébrée dans l'Église catholique le 19 avril.